# Affaldsindsamlingen
Affaldsindsamlingen er Danmarks Naturfredningsforenings årlige indsamling af henkastet affald i hele Danmark. Den første landsdækkende affaldsindsamling fandt sted i 2005.